# Guardialfiera (település)
Guardialfiera község (comune) Olaszország Molise régiójában, Campobasso megyében. A Guardialfierai egyházmegye püspöki székvárosa volt 1059 és 1818 között, az egyházmegyét 1968-ban újjáélesztették címzetes püspöki székként.

## Fekvése
A megye központi részén fekszik. Határai: Acquaviva Collecroce, Casacalenda, Castelmauro, Civitacampomarano, Larino, Lupara és Palata.

## Története
A település eredetére vonatkozóan nincsenek pontos adatok. Első említése a 13. századból származik, amikor a Soliaco család birtoka volt. A következő századokban nemesi birtok volt. A 19. században nyerte el önállóságát, amikor a Nápolyi Királyságban felszámolták a feudalizmust.

## Népessége
A népesség számának alakulása:

## Főbb látnivalói
- Santa Maria Assunta-katedrális

## Nevezetes személyek
- Fábry Kornél, címzetes püspök